# ینی قره‌دلاق
ینی قره‌دلاق (به لاتین: Yeni Qaradolaq) یک منطقه مسکونی در جمهوری آذربایجان است که در شهرستان آغجه‌آباد واقع شده است. ینی قره‌دلاق ۲۲۸۲ نفر جمعیت دارد.